# Lycoderes petasus
Lycoderes petasus är en insektsart som beskrevs av Leon Fairmaire 1846. Lycoderes petasus ingår i släktet Lycoderes och familjen hornstritar. Inga underarter finns listade i Catalogue of Life.